# Ľudovít Greššo
Ľudovít Greššo (3. ledna 1916, Zvolen, Uhersko – 8. února 1982, Nitra, Československo) byl slovenský herec.
Největší slávu, bohužel posmrtnou, mu přinesl film Pozor Vizita, kde si zahrál ,,Otecka", slavnostní premiéry se již nedožil, zemřel na těžkou chorobu půl roku po natáčení.Po dobu natáčení již bojoval s nemocí, ale nikdo o ní neměl tušení.

## Rodina
- otec: Július Greššo
- matka: Anna rozená Poliaková
- syn: Ján Greššo

## Životopis
Studoval na gymnáziu ve Zvolenu. V letech 1936–1945 pracoval jako přednosta oddělení Nemocenské pojišťovny v Banské Bystrici, správce nemocnice v Podbrezové, ředitel DJGT ve Zvolenu, herec Divadla SNP v Martině, Krajského divadla v Trnavě, 1965–1977 herec Divadla Andreje Bagara v Nitře. Jako herec účinkoval ve Zvolenu, 1941–1948 v Městském sdružení v Banské Bystrici, od 1948 ve Sdružení Detvan ve Zvolenu. V profesionálních souborech se uplatnil jako zralý charakterní herec ve všech žánrech domácího i světového repertoáru. Vytvořil více než 120 jevištních a téměř 80 filmových a televizních postav, spolupracoval se slovenskými i s českými režiséry. V závěru svého života se uplatnil i v maďarské kinematografii.